# دلفین رودخانه‌ای آمازون
دلفین رودخانه آمازون، که با نام‌های بوتو و دلفین صورتی نیز شناخته می‌شود، گونه‌ای دلفین آب شیرین است که در رودخانه‌های اورینوکو و آمازون و توکانتینس، که در میان کشورهای برزیل، بولیوی، پرو، اکوادور، کلمبیا، ونزوئلا هستند، زندگی می‌کند. این دلفین به جای باله پشتی، قوزی بر پشت خود دارد. مغز این دلفین ۴۰٪ وزن بیشتری نسبت به وزن مغز انسان دارد.

## رده‌بندی
این گونه در سال ۱۸۱۷ توسط هانری ماری دوکروته دو بلنویل شناسایی شد. بر پایه طبقه‌بندی سال ۱۹۹۸ رایس، سرده دلفین‌های اورینوکو دارای تنها یک گونه با سه زیرگونه شناخته شده‌است. بعضی طبقه‌بندی‌های قدیمی تر به همراه بعضی بررسی‌های جدید، زیرگونه boliviensis را گونه‌ای جدا در نظر می‌گیرند، با این حال سازمان IUCN به همراه اکثریت جامعه علمی، boliviensis را زیرگونه‌ای از Inia geoffrensis در نظر می‌گیرند. سه زیرگونه این دلفین عبارتند از:
- I. g. geoffrensis: دلفین حوضه آبخیز آمازون.
- I. g. boliviensis: دلفین حوضه آبخیز آمازون در بولیوی که با نام دلفین رودخانه‌ای بولیوی شناخته می‌شود.
- I. g. humboldtiana: دلفین حوضه آبخیز اورینوکو.

## تغذیه
دلفین رودخانه‌ای آمازون دارای ۱۰۰ دندان است که برای گرفتن طعمه به کار می‌روند. این دلفین از سخت‌پوستان و خرچنگ و لاکپشت‌های کوچک و گربه‌ماهی و پیرانا و میگو و دیگر ماهی‌ها تغذیه می‌کند.